# Puerto Claro
Puerto Claro corresponde a un caserío rural en la comuna de Valdivia, Provincia de Valdivia, Región de Los Ríos, Chile, ubicada en la ribera oeste del río Cruces, próximo al caserío de Corcovado y Tambillo.

## Historia

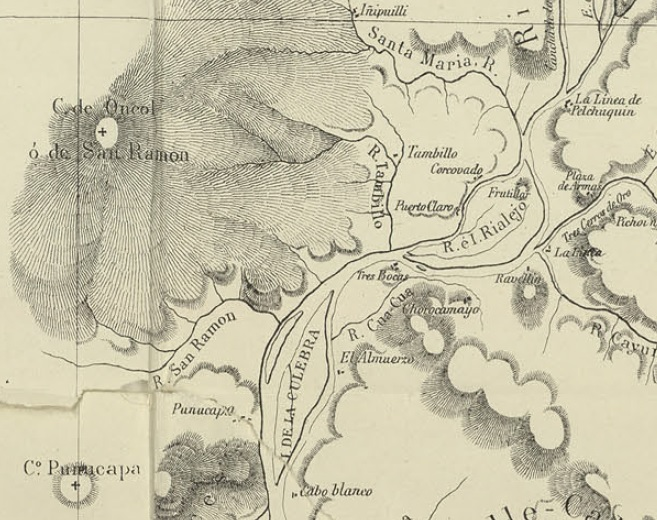
Puerto Claro en el Mapa de Expedición del Río Valdivia de Francisco Vidal Gormaz

La localidad fue incorporada en el mapa del Ingeniero Francisco Vidal Gormaz en el año 1868.

## Accesibilidad y transporte
Puerto Claro se encuentra en la ribera oeste del río Cruces. Se puede acceder a las localidades de Rebellín, en la ribera este distante a 14,9 km de la ciudad de Valdivia a través de la Ruta 202 y Pichoy en la ribera este, que se encuentra a 27,4 km de la ciudad de Valdivia a través de la Ruta 202